# Un disco per l'estate
Un disco per l'estate (укр. Диск на літо) — назва італійського радіотелевізійного пісенного фестивалю, що провадився з 1964 до 2003. 
В ньому брали участь такі виконавці як Тото Кутуньо, Умберто Тоцці, Рікардо Фольї, Амедео Мінґі, Ріккі е Повері, Фйордалізо, Ерос Рамаццотті, Pet Shop Boys.

## Історія
Ідея фестивалю, який просував би на літньому ринку звукозапису новинкі різних лейблів , подібно до того, як Фестиваль Санремо робив це на зимовому, належить Італійській Асоціації Звукозапису [(АІЗ) (Associazione Fonografica Italiana — A.F.I.)
Реалізація першого сезону (як і наступних)була здійснена ІАЗ у співпраці з телерадіокомпанією RAI, яка транслювала постановку в етер.
До 1975 фестиваль провадився щорічно у вигляді змагання, яке поділялось на дві фази: перша - відбіркова на радіо та друга - фінальна на телебаченні. У 1981, після п'ятирічної паузи, яка спіткала змагання (наступні трапились лише у 1982, 1990 та 1991), захід відновився у іншій формі: з'являється секція big — поза конкурсом, адресована зіркам, та секція Giovani — для молодих артистів, зі змаганням та преміюванням.
Лише у небагатьох сезонах перша секція мала свого переможця, у 1992, 1998 та 1999 фестиваль повертався до єдиної секції.
У перший сезон (1964), конкурс продовжувався3 вечори і закривався 24 жовтня оновленим рейтингом продажу дисків.
З наступного сезону фестиваль преміював переможців близько середини червня. Завершення складалось з трьох вечорів (два півфінали і фінал) після чого пісні-фіналісти  повертались до вересня на хвилі радіопрограми Vetrina di un disco per l'estate [Вітрина диску на літо]. 
Конкурс, за проханням фірм грамзапису, розкручувався RAI, задля стимулювання протягом літа продажу сорокоп'яток — формат, який у ті часи мав максимальні продажі.
У період з 1995 до 2001, фестиваль передавався на хвилях Canale 5.

## Регламент
Змінюючись у деталях, з 1964 до 1975 регламент передбачав, що кожна італійська фірма грамзапису посилає до RAI (залежно від важливості фірми та її оборотів] одну, дві або три неопубліковані пісні італійських авторів. Таким чином на перший відбір надходило п'ятдесят-шістдесят творів (мінімум 42 у 1964, рекорд - 64 у 1972), 
які транслювались по черзі у спеціальній радіопередачі, що виходила в ефір декілька раз на день протягом двох передуючих фіналу місяців.
Пісні вотувались слухачами через спеціальні картки-воти, а пізніше спеціальним журі. Так вибирались пісні-фіналісти (14 у першому сезоні, від 20 до 28 у наступних), які виконувались  відповідними артистами у двох відбіркових вечорах і у фінальній телепередачі з салону Casino de la Vallée у Сен-Венсані.

## Albo d'oro - Золотий диск
| - 1964: Los Marcellos Ferial - Sei diventata nera - 1965: Orietta Berti - Tu sei quello - 1966: Фред Бонгусто - Prima c'eri tu - 1967: Jimmy Fontana - La mia serenata - 1968: Riccardo Del Turco - Luglio - 1969: Al Bano - Pensando a te - 1970: Renato dei Profeti - Lady Barbara - 1971: Mino Reitano - Era il tempo delle more - 1972: Gianni Nazzaro - Quanto è bella lei - 1973: Camaleonti - Perché ti amo - 1974: Gianni Nazzaro - Questo sì che è amore - 1975: Il Guardiano del Faro - Amore grande amore libero - 1976-1980: не провадився - 1981: - Секція Big: i зірки лише як гості - Секція Giovani: Franco Dani - Piccolo amore mio - 1982: не провадився - 1983: - Секція Big: зірки лише як гості - Секція Giovani: Giampiero Artegiani - Il sogno di un buffone - 1984: - Секція Big: Tony Esposito - Kalimba de luna - Секція Giovani: Roberta Voltolini - Stella - 1985: - Секція Big: Tony Esposito - As To As - Секція Giovani: Lu Colombo - Rimini Ouagadougou - 1986: - Секція Big: зірки лише як гості - Секція Giovani: Lena Biolcati - Io donna anch'io - 1987: - Секція Big: Luca Barbarossa - Roberto - Секція Giovani: Aleandro Baldi - La curva dei sorrisi - 1988: - Секція Big: Fiorella Mannoia - Il tempo non torna più - Секція Giovani: Jo Chiarello - Come nasce un nuovo amore | - 1989: - Секція Big: зірки лише як гості - Секція Giovani: Francesco Baccini - Figlio unico - 1990-1991: не провадився - 1992: Aleandro Baldi - Il sole - 1993: - Секція Big: зірки лише як гості - Секція Giovani: Bungaro - Persi per amore - 1994: - Секція Big: зірки лише як гості - Секція Giovani: Nikki - L'ultimo bicchiere - 1995: - Секція Big: зірки лише як гості - Секція Giovani: Articolo 31 - Maria Maria - 1996: - Секція Big: Massimo Di Cataldo - Con il cuore - Секція Giovani: Cattivi Pensieri - Emozione - 1997: - Секція Big: Marina Rei - Primavera - Секція Giovani: Gemini - Sento che ci sei - 1998: Niccolò Fabi e Max Gazzè - Vento d'estate - 1999: Neja - The Game - 2000: - Секція Big: Paola e Chiara - Vamos a bailar (esta vida nueva) - Секція Giovani: Mariadele - So ancora di te - 2001: - Секція Big: Spagna - Quella carezza della sera - Секція Giovani: Paolo Meneguzzi - Mi sei mancata - 2002: - Секція Big: зірки лише як гості - Секція Giovani: Simone Patrizi - L'onda - Секція Giovani: Federico Stragà - Il coccodrillo innamorato - 2003: - Секція Big: зірки лише як гості - Секція Giovani: B-nario - Meglio da soli |